# Figure de Lichtenberg

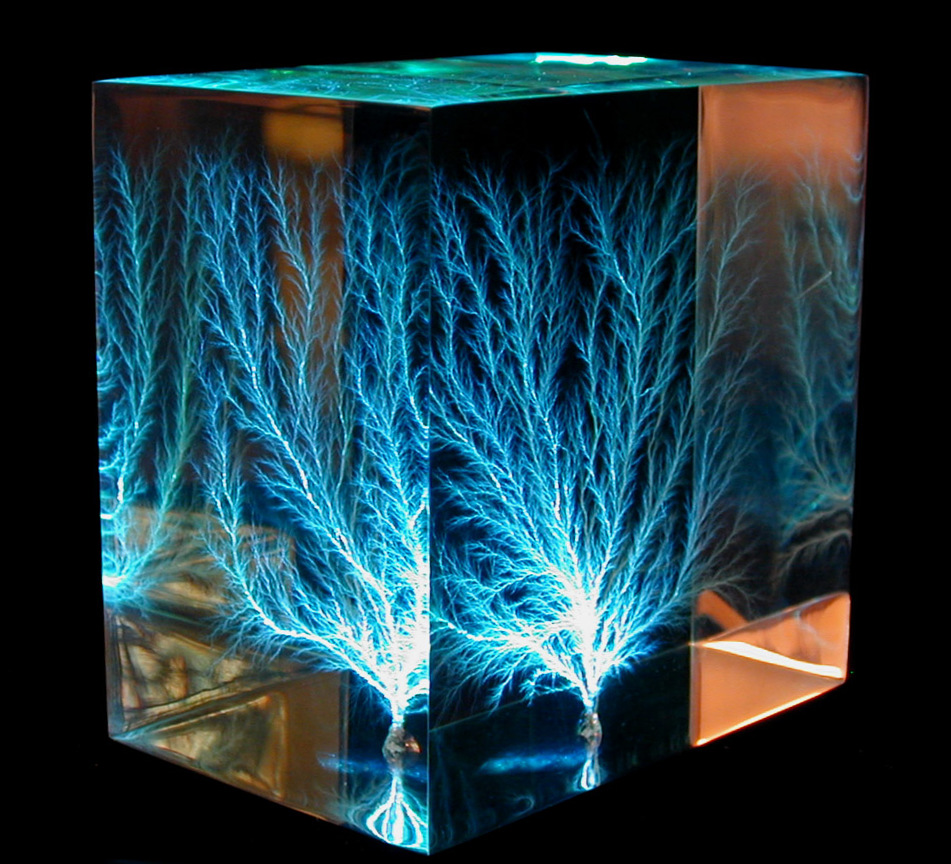
Des figures de Lichtenberg modernes, dans un bloc d'acrylique transparent. Une hypothèse est que le modèle de décharge en fractale s'applique jusqu'au niveau moléculaire. Taille réelle : 3″ × 3″ × 2″ (76 mm × 76 mm × 51 mm).

Une figure de Lichtenberg (parfois aussi dénommée « Ferning pattern » ou « arborescence électrique ») est une forme (ou son image) produite par un courant de décharge électrostatique dans l'air ou éventuellement à la surface d'un isolant ou à l'intérieur même d'un matériau isolant (ex. : Plexiglas, ébonite, verre). Ce phénomène de claquage (destructeur quand il se produit dans la matière) apparait spontanément sur ou dans les isolants gazeux ou solides, à partir de certains seuils de tension électrique, et dans les contextes d'ionisation par haute tension ou moyenne tension ou par une source radioactive proche.
Ces figures sont ainsi nommées en l'honneur du physicien allemand Georg Christoph Lichtenberg qui les a originellement découvertes et étudiées. Au temps de leur découverte, on pensait que leur apparence aiderait à déterminer la nature des « fluides » électriques positif et négatif.
Les figures de Lichtenberg sont également des exemples de fractales et elles peuvent apparaitre sur la peau de personnes foudroyées.

## Histoire
En 1777, Lichtenberg construit un important électrophore pour générer de l'électricité statique sous une forte tension électrique via l'induction électrostatique. Il observe les formes dessinées par les décharges électriques et se rend compte qu'après la décharge de cette tension à la surface d'un isolant, ces formes peuvent laisser des images fixées dans de la poussière : c'est aussi la découverte du principe de base de l'électrophotographie.
C'est d'autre part une découverte préliminaire à celle de la physique de l'état plasma.

## En médecine

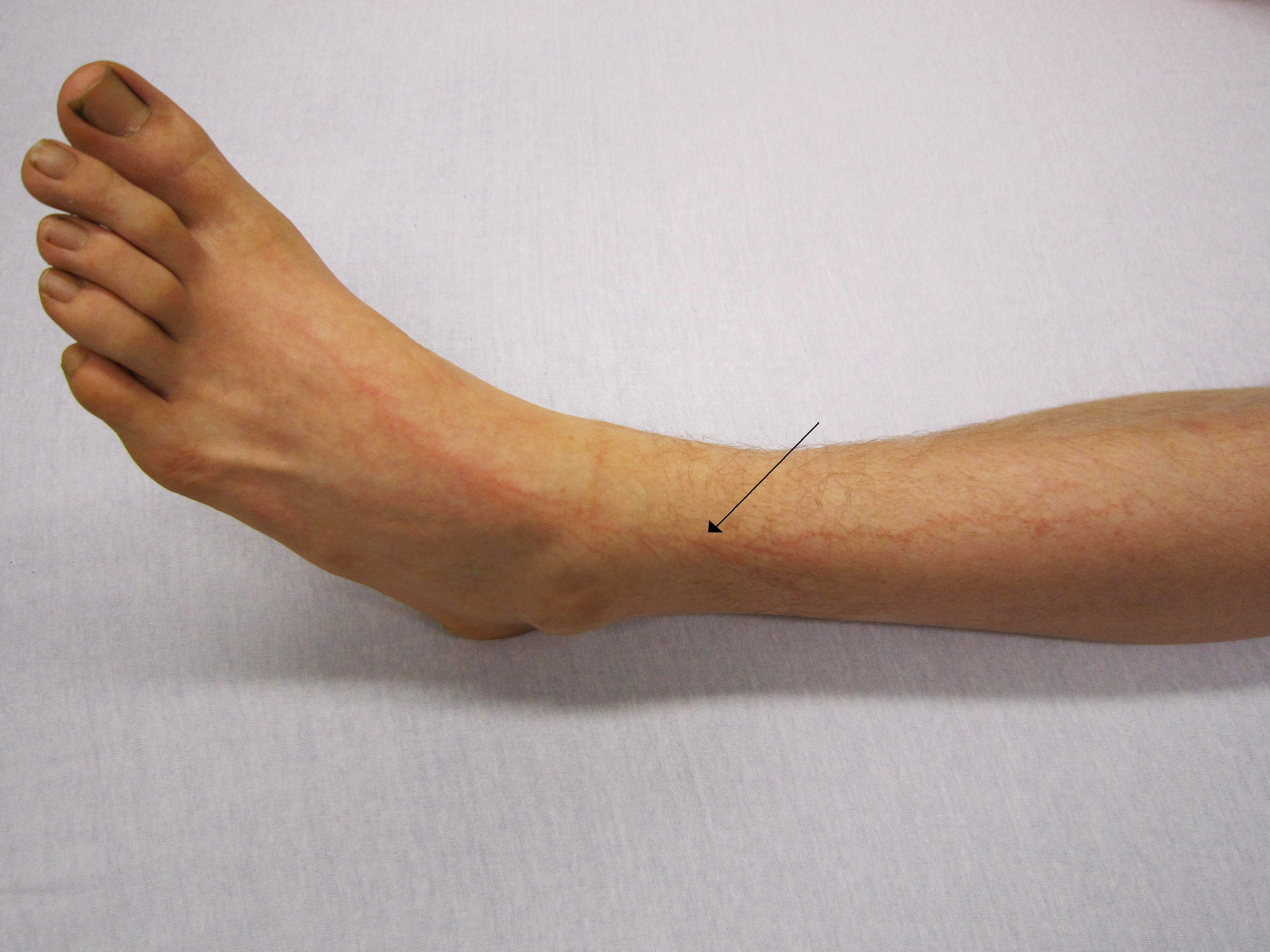
Motif en feuille de fougère sur le pied et la jambe d'une personne qui était présente à proximité d'un point de foudre.

- Des formes de Lichtenberg peuvent apparaitre sur la peau des personnes foudroyées[1], qui conservent cette marque plusieurs heures ou plusieurs jours. On suppose que leur apparition résulte alors de la rupture de capillaires sanguins due à la diffusion du courant le long des zones cutanées les plus conductrices (zones microvascularisées…), pendant la décharge électrique.

- Très rarement un médicament ou vaccin peut être source dite « iatrogène » d'une figure de Lichtenberg[2]

## Études scientifiques
Elles ont commencé il y a plus de deux siècles avec l'étude des formes de Lichtenberg matérialisées dans la poussière. Ces figures présentent l'intérêt de révéler, au moins pour certaines matières et dans certains contextes, grâce au dessin très précis des figures de Lichtenberg la géométrie de surface ou tridimensionnelle des premiers stades des phénomènes de décharge et donc des moments importants de l'ionisation électronique, de la répartition et mouvement de charges dans l'espace, de la formation de plasma et de neutralisation des charges, connaissances ensuite réutilisables par exemple pour certaines applications de traitement de surface.
On ne sait pas encore précisément modéliser les phénomènes de décharge disruptive (dont les caractéristiques sont complexes, et qui semblent aussi dépendre du vieillissement du matériau isolant, de caractéristique de pureté du matériau ou d'humidité de surface ou intrinsèque, etc.) qui modulent le régime de décharge.  Ce phénomène continue donc à être étudié via des décharges créées dans un matériau transparent ((ex. : polyméthacrylate de méthyle) « PMMA ») qui va en conserver la forme tridimensionnelle qui peut alors être étudiée à loisir.

## Cas d'une figure de Lichtenberg issue d'une ionisation radioactive
Dans le no 37 de la revue de l’IRSN, Hortense Desjonquères (Ingénieure matériaux et procédés) et Céline Monsanglant-Louvet (Chercheuse sur l’épuration des gaz radioactifs) décrivent et interprètent un incident nucléaire d’un genre nouveau, qui pourrait avoir une importance dans le domaine de la vitrification des déchets nucléaires.
Le 15 février 2017, alors que des chercheurs étudiaient dans une cellule confinée la capacité d’un matériau poreux à adsorber des gaz radioactifs, un bruit inhabituel et un éclair bleu sont survenus brutalement, justifiant qu’un opérateur donne l’alerte. Un réseau de fissures internes s'est brutalement formé, avec émission de lumière bleue, à l’intérieur du verre de protection du hublot de vision d’une cellule d’irradiation (dénommée « Irma ») située sur le site du Commissariat à l'énergie atomique et aux énergies renouvelables (CEA) de Saclay (Essonne). Cette cellule était utilisée depuis 1969 pour étudier les effets des rayonnements ionisants sur divers équipements et matériaux. Elle abrite une source radioactive (scellée) constituée de cobalt 60 et est entourée d’épais murs en béton destinés à protéger les opérateurs ou personnels travaillant à proximité. Ce hublot de vision est composé d’une quadruple épaisseur de « verre au plomb » (verre devant confiner la radioactivité à l’intérieur de la cellule pour protéger les observateurs et télémanipulateurs ayant besoin d’observer l’intérieur de la cellule). 
Explications : durant ses quarante-huit ans d’utilisation le verre du hublot périodiquement chargé en électrons dont une partie générés au cœur du verre.
Ce jour-là un nombre trop important d'électrons s'est retrouvé piégé dans la masse de la première plaque de verre, créant un champ électrique supérieur à ce que la plaque de verre pouvait supporter. Cette dernière a fini par dépasser le seuil au-delà duquel se produit un arc électrique (de plus de 30 000 volts selon l'estimation faite ensuite par le CEA et l'IRSN). Depuis cet incident, le hublot a été réparé et un « temps de relaxation » des plaques de verre du hublot entre chaque irradiation a été rendu obligatoire, pour éviter que l’événement ne se reproduise.